# What's My Favorite Word?
What's My Favorite Word? è l'undicesimo album in studio del rapper statunitense Too Short, pubblicato nel 2002.

## Tracce
1. Triple X – 4:47
2. Get That Cheese (feat. Roger Troutman Jr.) – 3:33
3. That's Right – 4:10
4. The Old Fashioned Way – 4:23
5. Quit Hatin' Pt. 1 (feat. Twista, V-White, Lil Jon & The East Side Boyz) – 4:48
6. Quit Hatin' Pt. 2 (feat. Pimp C, Lil Jon & The East Side Boyz) – 4:12
7. Lollypops – 4:17
8. Female Players – 3:48
9. Cali-O (feat. E-40, B-Legit, Ant Banks & D'wayne Wiggins) – 5:37
10. Pimp Life (feat. Devin the Dude, Bun B & Big Gipp) – 5:35
11. Call It Gangster (feat. Petey Pablo & Dolla Will) – 4:29
12. Set Up – 3:22
13. She Loves Her – 3:57
14. The Movie (feat. George Clinton) – 5:36